# Безымянный переулок (Ломоносов)
Безымя́нный переулок — переулок в городе Ломоносове Петродворцового района Санкт-Петербурга, в историческом районе Мартышкино. Проходит от Павловского проспекта до Ивановской улицы.
Название появилось в конце 1950-х годов.